# دستگاه بویایی

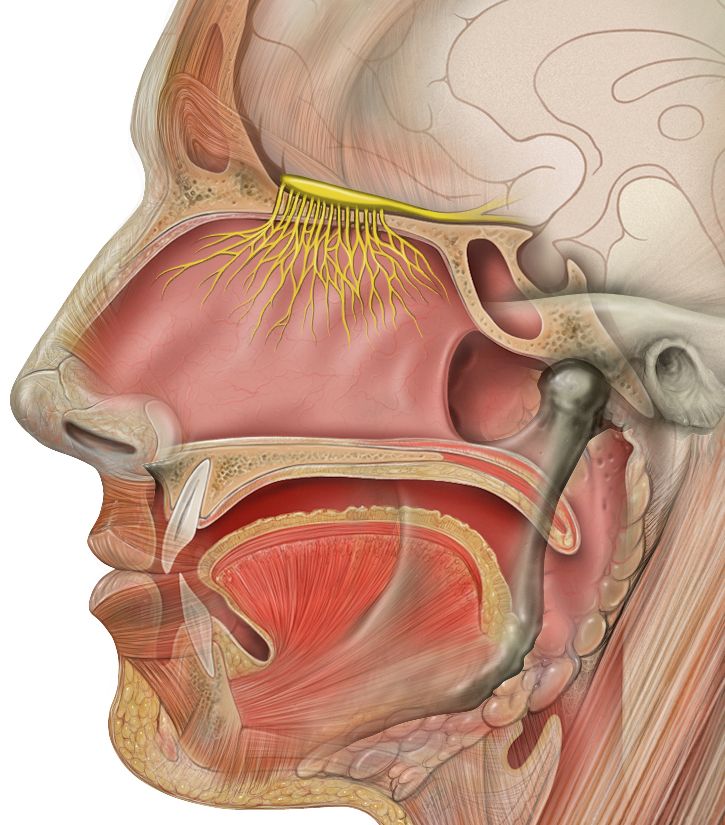
آناتومی سر و عصب بویایی

دستگاه بویایی دستگاه حسی بدن جانوران برای بوییدن است.
بیشتر پستانداران و خزندگان دارای دو دستگاه جدای بویایی هستند یکی دستگاه اصلی بویایی اصلی و دیگری دستگاه فرعی بویایی.
کار دستگاه اصلی بویایی یافتن مواد فرّار در هوا است در حالی‌که دستگاه فرعی بویایی، محرک‌های مایع را حس می‌کند.